# Triobiškiai (gmina Ludwinów)
Triobiškiai – wieś na Litwie, na Suwalszczyźnie, w gminie Ludwinów w rejonie mariampolskim w okręgu mariampolskim.
Za Królestwa Polskiego przynależała administracyjnie do gminy Ludwinów w powiecie kalwaryjskim.